# ローベルト・フォルクマン
フリードリヒ・ローベルト・フォルクマン（Friedrich Robert Volkmann, 1815年4月6日 - 1883年10月30日）は、ドイツのロマン派の作曲家。ザクセン王国ロマッチュ出身。

## 略歴
カントルの父親から、後継者となるべく音楽の手ほどきを受ける。このため父親についてオルガンとピアノを学び始め、さらにヴァイオリンやチェロにも手を伸ばし、12歳になるまでに、ウィーン古典派の弦楽四重奏曲でチェロ・パートを演奏するまでになる。1832年にフライベルクのギムナジウムに進学するかたわら、音楽をアナカーに、1836年にはライプツィヒでベッカーに師事した。ライプツィヒでシューマンに出逢って激励を受け、その後も両者は何度か再会している。
学業を了えるとプラハの音楽学校で声楽教師として務めるが、同地に長居することなく、1841年にはブダペストに移り、ピアノ教師や、「ウィーン音楽新報」紙通信員に雇われる。1852年には無名ながらも大量に作曲を続ける。《ピアノ三重奏曲 変ロ長調》 はフランツ・リストやハンス・フォン・ビューローを魅了し、両者によってヨーロッパ各地でさかんに演奏された。1854年にウィーンに進出するが、1858年にブダペストに戻る結果に終わった。
出版社グスタフ・ヘッケナストが1857年にフォルクマンの全作品を買い上げ、売り上げと関係なく定収入をもたらしてくれたおかげで、完全に作曲活動に没頭できるようになる。しかしながら1870年代初頭に、ヘッケナストのブダペストの印刷所は閉鎖されてしまう。
1864年、ウィーン訪問中にフォルクマンは、18歳若いヨハネス・ブラームスと面会して親交を結ぶ。両者は書簡において、互いに 「親しき友よ（lieber Freund ）」 と呼び交わしている。
1870年代は生涯における下り坂となり、作曲活動が下火を迎える。1875年から没年まで、リストが院長を務めるブダペスト王立音楽アカデミーで和声法と対位法の教授に就任。

## 作風
フォルクマン作品の大半は、ピアノ曲か、ピアノを含む室内楽のために作曲されている。《ピアノ三重奏曲 変ロ長調》 によって初めて有名になり、ウィーン滞在中の4年間に、《ヘンデルの主題による変奏曲》 や 《弦楽四重奏曲 第3番》 《同 第4番》、《チェロ協奏曲イ短調》 を手懸けている。
管弦楽曲のほとんどすべてが、ヘッケナスト社と協力関係にあった時期に属している。シェークスピアの戯曲に基づく演奏会用序曲 《リチャード3世》、《序曲 ハ長調》、モスクワ初演における成功作である 《交響曲 第1番 ニ短調》、ロシア音楽協会に献呈された 《交響曲 第2番 変ロ長調》 などがある。
フォルクマンは、純粋に音楽的な手段によって、希望する雰囲気や印象を聴き手に抱かせることに満足すべきであると確信していた。動作や筋書きのあらましが聴き手に理解されるなら、幸福な一致と認めなければならないのである。
フォルクマンの 《交響曲 第1番》 が、カナダ放送協会第2放送のリクエスト番組で1998年初頭に取り上げられたところ、アナウンサーのシェロー・ロジャーズは、「なんだか、ほとんど忘れられたブラームスの作品といった感じに聞こえますね」 と発言した。
厳粛な 《第1番》 とは対照的に、《第2番》 はむしろ陽気である。作曲者の孫ハンス・フォルクマンは、「ハイドンに倣って、楽曲全体の基本的な気分として、至って稀なことだが、天真爛漫な上機嫌が選ばれている」 と説明している。

## 主要作品一覧
- 交響曲
  - 第1番 ニ短調 作品49 (1862年または63年) 【演奏例】
  - 第2番 変ロ長調 作品53 (1864年または65年) 【演奏例】

- 協奏曲
  - チェロ協奏曲 イ短調 作品33 (1853年 - 55年) 【演奏例】
  - ピアノと管弦楽のためのコンツェルトシュテュック ハ長調 作品42 (1861年) 【演奏例】

- 管弦楽曲
  - 演奏会用序曲（多数）
    - 《リチャード3世》 序曲 (1871年) 【演奏例】

  - 弦楽セレナーデ第1番 ハ長調 作品62 (1869年)
  - 弦楽セレナーデ第2番 ヘ長調 作品63 (1869年)
  - 弦楽セレナーデ第3番 ニ短調（チェロ独奏つき）作品69 (1870年) 【演奏例】

- 室内楽曲
  - 二重奏曲
    - チェロとピアノの 《カプリッチョ》 作品74 【演奏例】

  - ピアノ三重奏曲
    - 第1番 ヘ長調 作品3 (1842年または43年) 【演奏例】
    - 第2番 変ロ長調 作品5 (1850年) 【演奏例】

  - 弦楽四重奏曲
    - 第1番 イ短調 作品9 (1847年または48年) 【演奏例】
    - 第2番 ト短調 作品14 (1846年) 【演奏例】
    - 第3番 ト長調 作品34 (1856年または57年) 【演奏例】
    - 第4番 ホ短調 作品35 (1857年) 【演奏例】
    - 第5番 ヘ短調 作品37 (1858年) 【演奏例】
    - 第6番 変ホ長調 作品43 (1861年) 【演奏例】

- ピアノ曲
  - ピアノ・ソナタ ハ短調 作品12 【演奏例】
  - ヘンデルの主題による変奏曲 作品26
  - 《お婆さんの歌》 作品27
  - 4手のための 《ハンガリーのスケッチ》 作品24 (1861年)
  - 4手のための 《3つの行進曲》 作品40 (1859年)
  - 4手のための 《ソナチネ ト長調》 作品57 (1868年)
  - 4手のための小品集

- 声楽曲
  - リート